# بطولة القتال الأسترالية
بطولة القتال الأسترالية (بالإنجليزية: Australian Fighting Championship)‏ هي منظمة أسترالية لفنون القتال المختلطة مقرها في ملبورن، أستراليا.